# نوریتادا سانیوشی
نوریتادا سانیوشی (انگلیسی: Noritada Saneyoshi؛ زادهٔ ۱۹ اکتبر ۱۹۷۲) بازیکن فوتبال اهل ژاپن است.
از باشگاه‌هایی که در آن بازی کرده‌است می‌توان به باشگاه فوتبال گامبا اوساکا اشاره کرد.